# Bill Grauer
William „Bill“ Grauer Jr. (* 1922; † 15. Dezember 1963 in New York City, New York) war ein amerikanischer Jazz-Produzent. Er gründete mit Orrin Keepnews Riverside Records.
Grauer studierte an der Columbia-Universität und war – selbst Plattensammler- ab 1948 Besitzer der Zeitschrift „The Record Changer“. Mit seinem Freund und ehemaligen Kommilitonen Orrin Keepnews gründete der Jazzfan 1953 in New York Riverside Records, das zunächst Bill Grauer Productions hieß und als Reissue-Label startete, aber in den 1950er Jahren eines der wichtigsten Labels des Modern Jazz wurde (beginnend mit Randy Weston). Zuvor hatten beide 1952 schon für RCA Victor klassische Jazzaufnahmen aus ihrem Katalog neu herausgebracht (in deren Label „X“), um der damals grassierenden Welle von illegalen Veröffentlichungen entgegenzuwirken. Noch 1956 setzten sie die Reissues mit der „Riverside History of Classic Jazz“ fort (wobei sie auf kleinere Labels wie Gennett und Paramount zurückgriffen, deren Rechte sie erworben hatten).
Sie veröffentlichten bei Riverside u. a. Alben von Cannonball Adderley, Thelonious Monk, Bill Evans, Art Blakey, George Russell, Sonny Rollins, Milt Jackson und Wes Montgomery. Grauer hatte dabei die kommerzielle Leitung, Keepnews die künstlerische. Nachdem Grauer 1963 überraschend an einem Herzanfall gestorben war, ging es auch mit Riverside Records 1964 zu Ende – sie mussten sich für bankrott erklären. Der Katalog wurde von Fantasy übernommen (und ab 2004 von Concord).
1956 veröffentlichte er mit Keepnews das Buch A Pictorial History of Jazz.
Sein Bruder Ben Grauer war ein bekannter Radiomoderator bei NBC.

## Bücher
- Orrin Keepnews, Bill Grauer: A pictorial history of jazz: people and places from New Orleans to the Sixties. Hale Publishing, 1956, ISBN 0-517-00009-1.